# Refuerzo Fútbol (TUC Pamplona)
Las líneas R1, R2, R4 y R5 del Transporte Urbano Comarcal de Pamplona (EHG/TUC) son las líneas de autobús urbano que dan servicio a los aficionados del Club Atlético Osasuna cuando su equipo disputa algún partido en el Estadio El Sadar. También permite a los aficionados del equipo rival desplazarse hasta el mismo estadio.
Aparte de la puesta en servicio de las líneas especiales, el servicio diurno modifica el recorrido de otras tres, de manera que permite que se pueda acceder al estadio con un total de 10 líneas de autobús.

## Historia
El servicio se instauró en agosto de 2016 para permitir el transporte de los aficionados en transporte público, dado que son grandes los atascos que se forman los días de partido en las inmediaciones del estadio.
El 12 de agosto de 2024 se anunció la creación de dos nuevas líneas de refuerzo para los días de partido (R4 y R5) para dar servicio a los nuevos desarrollos urbanísticos de la comarca, como son Erripagaña, Mendillorri, Mutilva y Sarriguren.

## Explotación

### Frecuencias
El servicio está operativo todos los días en los que el Club Atlético Osasuna juega en el Estadio El Sadar. Estas son las frecuencias:
- Línea R1: cada 10' desde 1 hora antes del partido y hasta 30 minutos después del final de partido.

- Líneas R2 R4 R5: un servicio 1 hora antes del inicio del partido, y un servicio de vuelta 10 minutos después de la finalización del mismo.

### Recorrido
Todos los autobuses realizan todo el recorrido de su línea.

## Cambios en el servicio regular
- Líneas con parada en el estadio:

Las líneas 1 y 6 amplían su recorrido con una parada, desde Universidad Pública de Navarra hasta el estadio.
Las líneas 9, 11 y 19 no alteran su recorrido.

## Paradas

### Refuerzo Centro (R1)
|  | Parada                                | Parada | Parada | Parada | Parada                               | Municipio | Correspondencia                          |  |
|  | ------------------------------------- | ------ | ------ | ------ | ------------------------------------ | --------- | ---------------------------------------- |  |
|  | Plaza del Príncipe de Viana           |        | ■      |        | Bianako Printzearen Plaza            | Pamplona  | 1 2 3 4 5 8 9 10 11 12 15 17 18 20 21 23 |  |
|  | Avenida de Zaragoza (frente nº13)     |        | ■      |        | Zaragozako Etorbidea (13aren parean) | Pamplona  | 1 2 5 11 23                              |  |
|  | Avenida de Zaragoza (frente nº25)     |        | ■      |        | Zaragozako Etorbidea (25aren parean) | Pamplona  | 1 2 5 11 16 23                           |  |
|  | Avenida de Zaragoza nº32              |        | ■      |        | Zaragozako Etorbidea 32              | Pamplona  | 5 11 16                                  |  |
|  | Avenida de Zaragoza nº56-58           |        | ■      |        | Zaragozako Etorbidea 56-58           | Pamplona  | 5 11 16                                  |  |
|  | Avenida de Zaragoza nº72              |        | ■      |        | Zaragozako Etorbidea 72              | Pamplona  | 11 16                                    |  |
|  | Calle Sadar (Calle Zolina)            |        | ■      |        | Sadar Kalea (Zolina Kalea)           | Pamplona  | 11                                       |  |
|  | Estadio El Sadar                      |        | ■      |        | Sadar Estadioa                       | Pamplona  | R2 1 6 11                                |  |
|  |                                       |        |        |        |                                      |           |                                          |  |
|  | Estadio El Sadar                      |        | ■      |        | Sadar Estadioa                       | Pamplona  | R2 1 6 11                                |  |
|  | Calle Sadar (frente nº14)             |        | ■      |        | Sadar Kalea (14aren parean)          | Pamplona  | 11                                       |  |
|  | Calle Sadar (Parque Orfeón Pamplonés) |        | ■      |        | Sadar Kalea (Iruñeko Orfeoia Parkea) | Pamplona  | 11                                       |  |
|  | Avenida de Zaragoza (frente nº72)     |        | ■      |        | Zaragozako Etorbidea (72aren parean) | Pamplona  | 11 16                                    |  |
|  | Avenida de Zaragoza nº61              |        | ■      |        | Zaragozako Etorbidea 61              | Pamplona  | 5 11 16                                  |  |
|  | Avenida de Zaragoza nº45-47           |        | ■      |        | Zaragozako Etorbidea 45-47           | Pamplona  | 5 11 16                                  |  |
|  | Avenida de Zaragoza nº25              |        | ■      |        | Zaragozako Etorbidea 25              | Pamplona  | 1 2 5 11 16 23                           |  |
|  | Avenida de Zaragoza nº13              |        | ■      |        | Zaragozako Etorbidea 13              | Pamplona  | 1 2 5 11 23                              |  |
|  | Plaza del Príncipe de Viana           |        | ■      |        | Bianako Printzearen Plaza            | Pamplona  | 1 2 3 4 5 8 9 10 11 12 15 17 18 20 21 23 |  |

### Refuerzo Barañáin (R2)
| Parada                                                  | Parada | Parada | Parada | Parada                                                      | Municipio | Correspondencia |  |
| ------------------------------------------------------- | ------ | ------ | ------ | ----------------------------------------------------------- | --------- | --------------- |  |
| Avenida El Valle (Parque Constitución)                  |        | ■      |        | Ibarra Etorbidea (Osaketa Parkea)                           | Barañáin  | 4 19 N2         |  |
| Avenida Central (frente nº34)                           |        | ■      |        | Erdiko Hiribidea (34aren parean)                            | Barañáin  | 4 19 N2         |  |
| Avenida Central (Instituto)                             |        | ■      |        | Erdiko Hiribidea (Institutua)                               | Barañáin  | 4 19 N2         |  |
| Avenida Central (Plaza San Cristobal)                   |        | ■      |        | Erdiko Hiribidea (San Kristobal Plaza)                      | Barañáin  | 19              |  |
| Avenida Central (Rot. c/ Miluze)                        |        | ■      |        | Erdiko Hiribidea (Miluzke k/ errotonda)                     | Barañáin  | 19              |  |
| Calle Ermitagaña nº25                                   |        | ■      |        | Ermitagaina Kalea 25                                        | Pamplona  | 19 24           |  |
| Calle Irunlarrea (Paseo Premin de Iruña)                |        | ■      |        | Irunlarrea Kalea (Premin de Iruña Kalea)                    | Pamplona  | 19 N2           |  |
| Avenida de Barañáin (Hospital Virgen del Camino)        |        | ■      |        | Barañaingo Etorbidea (Bideko Ama Birjiniaren Ospitalea)     | Pamplona  | 7 19            |  |
| Avenida de Barañáin (Parque Yamaguchi)                  |        | ■      |        | Barañaingo Etorbidea (Yamaguchi Parkea)                     | Pamplona  | 7 19            |  |
| Avenida de Barañáin nº17                                |        | ■      |        | Barañaingo Etorbidea 17                                     | Pamplona  | 7 12 19 24 N2   |  |
| Avenida de Sancho el Fuerte nº75                        |        | ■      |        | Antso Azkarraren Etorbidea 75                               | Pamplona  | 19 N2           |  |
| Avenida de Sancho el Fuerte nº71                        |        | ■      |        | Antso Azkarraren Etorbidea 71                               | Pamplona  | 4 15 18 19      |  |
| Calle de Iñigo Arista (Avenida Sancho el Fuerte)        |        | ■      |        | Eneko Aritzaren Kalea (Antso Azkarra Etorbidea)             | Pamplona  | 1 19 N12        |  |
| Calle de Iñigo Arista nº20                              |        | ■      |        | Eneko Aritzaren Kalea 20                                    | Pamplona  | 2 N1            |  |
| Calle de Iturrama (Plaza Félix Huarte)                  |        | ■      |        | Iturramako Kalea (Felix Huarte Plaza)                       | Pamplona  |                 |  |
| Calle de Iturrama nº15                                  |        | ■      |        | Iturramako Kalea 15                                         | Pamplona  | 2 5 19 23 N15   |  |
| Calle Buenaventura Iñiguez (Plaza Maestro Turrillas)    |        | ■      |        | Iñigez Kalea (Turrillas Maisua Plaza)                       | Pamplona  | 5 19            |  |
| Avenida de Zaragoza (nº 72)                             |        | ■      |        | Zaragoza Etorbidea 72                                       | Pamplona  | 5 11 16 19 N3   |  |
| Calle Sadar (c/ Zolina)                                 |        | ■      |        | Sadar Kalea (Zolina k/)                                     | Pamplona  | 11              |  |
| Estadio El Sadar                                        |        | ■      |        | Sadar Estadioa                                              | Pamplona  | R1 R4 R5 1 6 11 |  |
|                                                         |        |        |        |                                                             |           |                 |  |
| Estadio El Sadar                                        |        | ■      |        | Sadar Estadioa                                              | Pamplona  | R1 R4 R5 1 6 11 |  |
| Calle Río Queiles nº9                                   |        | ■      |        | Queiles Ibaia Kalea 9                                       | Pamplona  | 5 11 16 19 N3   |  |
| Calle Buenaventura Iñiguez nº8                          |        | ■      |        | Iñigez Kalea 8                                              | Pamplona  | 5 19            |  |
| Calle de Iturrama (frente nº11)                         |        | ■      |        | Iturramako Kalea (11aren parean)                            | Pamplona  | 2 5 19 23 N15   |  |
| Calle de Iturrama nº24                                  |        | ■      |        | Iturramako Kalea 24                                         | Pamplona  | 2 N1            |  |
| Calle de Iñigo Arista nº7                               |        | ■      |        | Eneko Aritzaren Kalea 7                                     | Pamplona  | 2 19 N1         |  |
| Avenida de Sancho el Fuerte (frente nº61)               |        | ■      |        | Antso Azkarraren Etorbidea (61aren parean)                  | Pamplona  | 1 19 N12        |  |
| Avenida de Sancho el Fuerte nº24                        |        | ■      |        | Antso Azkarraren Etorbidea 24                               | Pamplona  | 4 15 18 19 N2   |  |
| Avenida de Sancho el Fuerte (Avenida Barañáin)          |        | ■      |        | Antso Azkarraren Etorbidea (Barañain Etorbidea)             | Pamplona  | 7 12 19 24 N2   |  |
| Avenida de Barañáin (frente nº19)                       |        | ■      |        | Barañaingo Etorbidea (19aren parean)                        | Pamplona  | 7 12 19 24 N2   |  |
| Avenida de Barañáin nº52                                |        | ■      |        | Barañaingo Etorbidea 52                                     | Pamplona  | 7 19            |  |
| Avenida de Barañáin (frente Hospital Virgen del Camino) |        | ■      |        | Barañaingo Etorbidea (Bide Birjiniaren Ospitalearen parean) | Pamplona  | 7 19            |  |
| Calle Irunlarrea (Paseo Premin de Iruña)                |        | ■      |        | Irunlarrea kalea (Premin de Iruña pasealekua)               | Pamplona  | 19 N2           |  |
| Calle Ermitagaña nº 46                                  |        | ■      |        | Ermitagaina kalea 46                                        | Barañáin  | 19 24           |  |
| Avenida Central (Rot. c/ Miluze)                        |        | ■      |        | Erdiko Hiribidea (Miluze k/ errotonda)                      | Barañáin  | 19              |  |
| Avenida Central (Plaza de la Paz)                       |        | ■      |        | Erdiko Hiribidea (Bakearen Plaza)                           | Barañáin  | 19              |  |
| Avenida Central nº14                                    |        | ■      |        | Erdiko Hiribidea 14                                         | Barañáin  | 4 19 N2         |  |
| Avenida Central nº38                                    |        | ■      |        | Erdiko Hiribidea 38                                         | Barañáin  | 4 19 N2         |  |
| Avenida El Valle (Parque Constitución)                  |        | ■      |        | Ibarra Etorbidea (Osaketa Parkea)                           | Barañáin  | 4 19 N2         |  |

## Futuro
No se prevén nuevas extensiones o modificaciones del servicio por ahora.